# Liste der Biografien/Id
Liste der Biografien |
Portal Biografien |
Personensuche
# |
A |
B |
C |
D |
E |
F |
G |
H |
I |
J |
K |
L |
M |
N |
O |
P |
Q |
R |
S |
T |
U |
V |
W |
X |
Y |
Z |
?
 
Ia |
Ib |
Ic |
Id |
Ie |
If |
Ig |
Ih |
Ii |
Ij |
Ik |
Il |
Im |
In |
Io |
Ip |
Iq |
Ir |
Is |
It |
Iu |
Iv |
Iw |
Ix |
Iy |
Iz
Die Liste der Biografien führt alle Personen auf, die in der deutschsprachigen Wikipedia einen Artikel haben. Dieses ist eine Teilliste mit 213 Einträgen von Personen, deren Namen mit den Buchstaben „Id“ beginnt.

## Id

### Ida
- Ida, Äbtissin des Stifts Essen
- Ida († 986), Herzogin von Schwaben
- Ida († 1060), Äbtissin in Köln
- Ida, Äbtissin im Stift Freckenhorst
- Ida Anak Agung Gde Agung (1921–1999), indonesischer Politiker
- Ida Maria (* 1984), norwegische Rocksängerin
- Ída Marín Hermannsdóttir (* 2002), isländische Fußballspielerin
- Ida von Anhalt-Bernburg-Schaumburg-Hoym (1804–1828), Prinzessin von Anhalt-Bernburg-Schaumburg-Hoym, durch Heirat Erbprinzessin zu Lübeck und Prinzessin zu Holstein-Oldenburg
- Ida von Arnsberg, Mitstifterin von Kloster Cappenberg und Begründerin der neueren Linie der Grafen von Arnsberg
- Ida von Battenberg, durch Heirat Herrin von Waldeck im Hunsrück
- Ida von Bernicia, angelsächsischer König und angeblicher Begründer des Königreiches Bernicia
- Ida von Elsass († 1216), Gräfin von Boulogne
- Ida von Herzfeld († 825), deutsche OrdensgründerinIda von Herzfeld († 825)

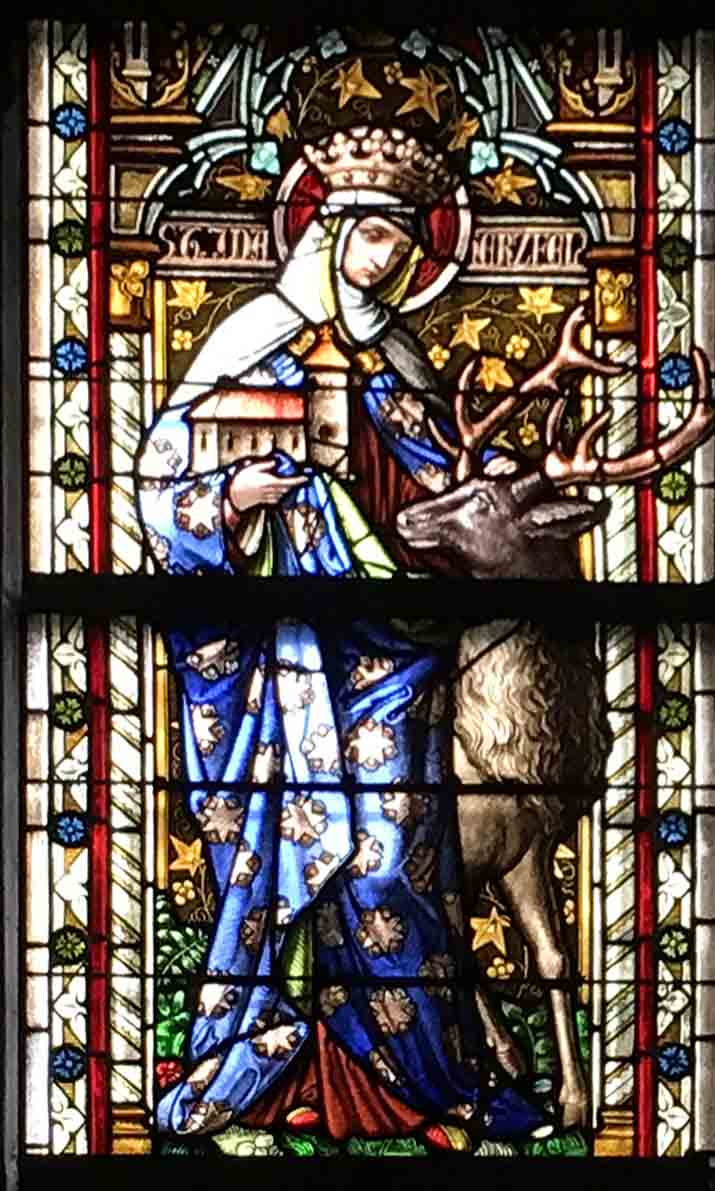
Ida von Herzfeld († 825)

- Ida von Lothringen († 1113), zweite Ehefrau Eustachs II. von Boulogne
- Ida von Nivelles († 1231), Nonne, Mystikerin und Selige
- Ida von Österreich († 1101), Markgräfin von Österreich
- Ida von Sachsen-Meiningen (1794–1852), Prinzessin von Sachsen-Weimar
- Ida von Toggenburg, Schweizer HeiligeIda von Toggenburg

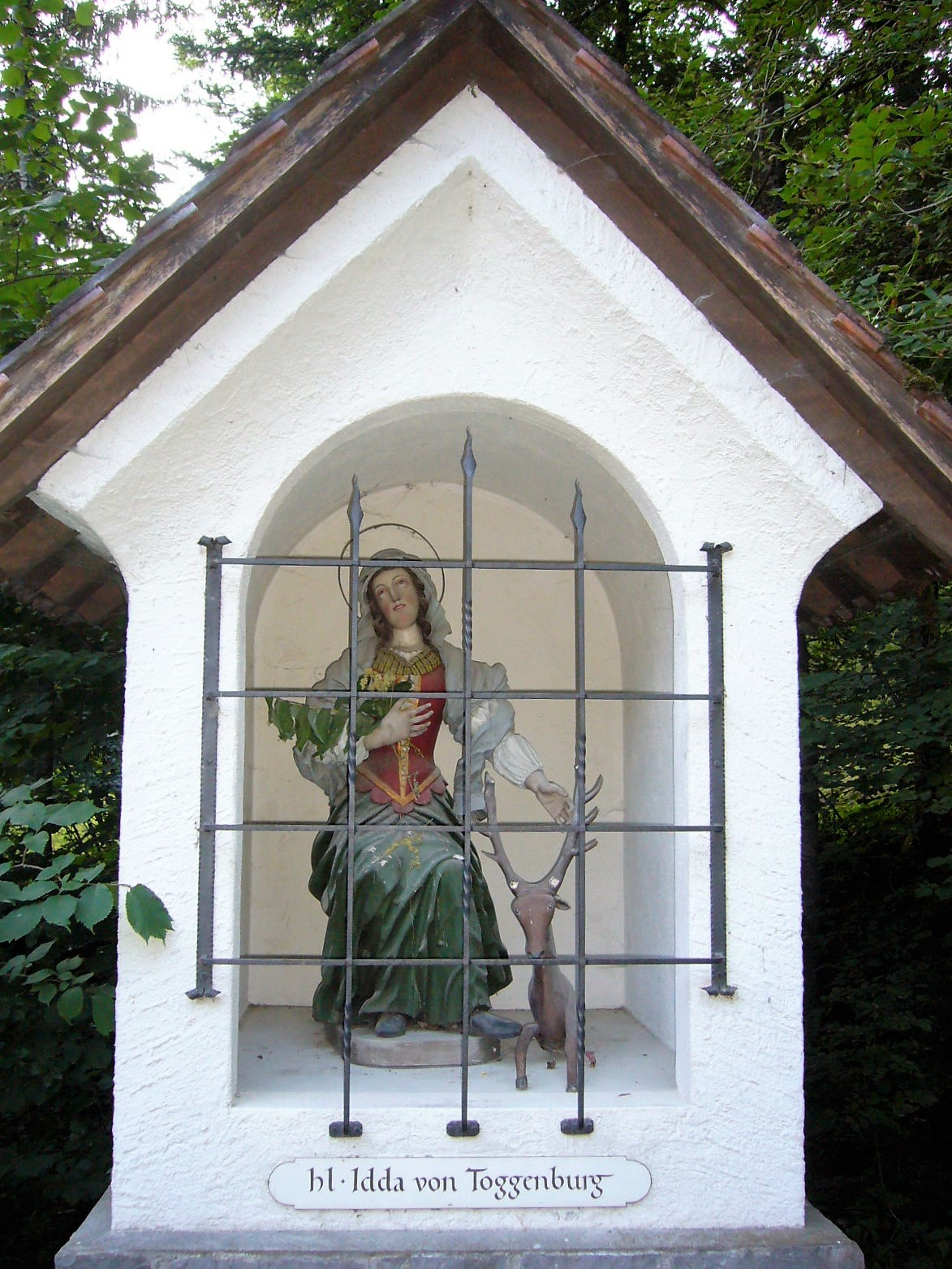
Ida von Toggenburg

- Ida zu Schaumburg-Lippe (1852–1891), deutsche Prinzessin, durch Heirat Fürstin Reuß älterer Linie
- Ida zu Waldeck und Pyrmont (1796–1869), deutsche Prinzessin, durch Heirat Fürstin zu Schaumburg-Lippe
- Ida, Joseph (* 1890), italienisch-amerikanischer Mobster
- Ida, Makoto (* 1956), japanischer Rechtswissenschaftler und Hochschullehrer
- Ida, Takako (* 1972), japanische Badmintonspielerin
- Ida-Lova (* 2004), schwedische Sängerin
- Idabdelhay, Fouad (* 1988), niederländischer Fußballspieler
- Idaddu I., König von Elam
- Idaddu II., König von Elam
- Idafar, Menasheh (* 1991), britischer Automobilrennfahrer
- Idah, Adam (* 2001), irischer Fußballspieler
- Idaho, Bertha, amerikanische Bluessängerin
- Idahosa, Benson (1938–1998), nigerianischer Evangelist
- Idaios von Himera, vorsokratischer Naturphilosoph
- Idamadudu, Praise (* 1998), nigerianische Sprinterin
- Idangar, Sylvain (* 1984), französischer Fußballspieler tschadischer Abstammung
- Idani, Pouya (* 1995), iranischer Schachgroßmeister
- Idanthyrsos, skythischer König
- Idár, Jovita (1885–1946), US-amerikanische Journalistin, Lehrerin, politische Aktivistin und Bürgerrechtlerin
- Idarizios, Führer der Anten
- Idawati, Megah (* 1945), indonesische Badmintonspielerin

### Idb
- Idbafdil, Fouad (* 1988), marokkanischer Leichtathlet
- Idbihi, Yassin (* 1983), deutscher Basketballspieler

### Idd
- Iddi, Abdul-Ganiyu (* 1987), ghanaischer Fußballspieler
- Iddi, Abdul-Yakuni (* 1986), ghanaischer Fußballspieler
- Iddin-Dagān († 1954 v. Chr.), König von Babylonien
- Iddin-ilum, Herrscher von Mari
- Iddin-Marduk, neubabylonischer Geschäftsmann und Unternehmer
- Iddin-Sîn, König von Simurrum
- Iddings, Joseph Paxson (1857–1920), US-amerikanischer Geologe
- Iddir, Alexandre (* 1991), französischer Judoka
- Iddir, Rabah (* 1956), französischer Fußballspieler

### Ide
- Idé, Adamou (* 1951), nigrischer Schriftsteller
- Ide, Conrad (1822–1907), deutscher Gutsbesitzer und Landtagsabgeordneter
- Ide, Enzo (* 1991), belgischer Automobilrennfahrer
- Ide, Gakusui (1899–1982), japanischer Maler
- Ide, Haruya (* 1994), japanischer Fußballspieler
- Ide, Heinz (1912–1973), deutscher Germanist und Bildungsreformer
- Ide, Henry Clay (1844–1921), US-amerikanischer Politiker
- Ide, Juri (* 1983), japanische Triathletin
- Ide, Kaname (* 1947), japanische Eisschnellläuferin
- Ide, Keita (* 2001), japanischer Fußballspieler
- Ide, Louis (* 1973), belgischer Politiker, MdEP
- Ide, Nobumichi (1912–1993), japanischer Maler
- Ide, Robert (* 1975), deutscher Journalist, Autor
- Ide, Shintarō (* 2001), japanischer Fußballspieler
- Ide, Takashi (1892–1980), japanischer Philosoph
- Ide, Tameo (1908–1998), japanischer Fußballspieler
- Ide, Wilhelm (1878–1948), preußischer Verwaltungsjurist und Landrat
- Ide, Wilhelm (1887–1963), deutscher Schriftsteller und Heimatkundler
- Ide, William B. (1796–1852), amerikanischer Tischler, Politiker und Pionier
- Ide, Yūji (* 1975), japanischer Formel-1-RennfahrerYūji Ide (* 1975)

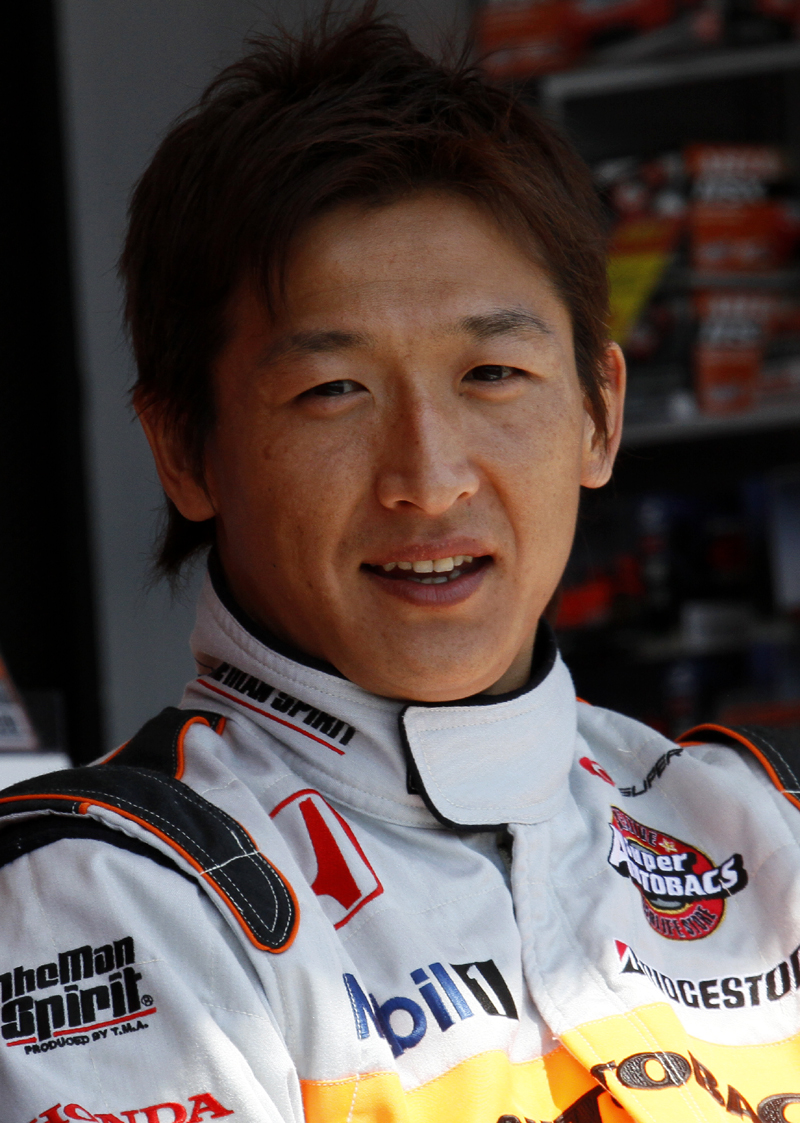
Yūji Ide (* 1975)

- Idée, Émile (1920–2024), französischer Radrennfahrer
- Ideguchi, Jun (* 1979), japanischer Fußballspieler
- Ideguchi, Masaaki (* 1988), japanischer Fußballspieler
- Ideguchi, Yōsuke (* 1996), japanischer Fußballspieler
- Ideh, Susan (* 1987), nigerianische Badmintonspielerin
- Idehen, Faith (* 1973), nigerianische Sprinterin
- Idéhn, Filippa (* 1990), schwedische Handballspielerin
- Idel, Anita (* 1955), deutsche Tierärztin und Agrarwissenschaftlerin
- Idel, Moshe (* 1947), israelischer Historiker, Philosoph und Hochschullehrer
- Idel, Thomas (* 2000), deutscher Fußballspieler
- Idel, Wilhelm (1849–1927), deutscher Heimatforscher und Dichter
- Idelberger, Karlheinz (1909–2003), deutscher Mediziner
- Ideler, Christian Ludwig (1766–1846), deutscher Astronom
- Ideler, Julius Ludwig (1809–1842), deutscher Klassischer Philologe, Sprachwissenschaftler und Naturforscher
- Ideler, Karl Wilhelm (1795–1860), deutscher Psychiater
- Ideler, Lucie (1851–1910), deutsche Schriftstellerin
- Idelsohn, Abraham Zvi (1882–1938), jüdischer Musikforscher
- Idelson, Benjamin (1911–1972), israelischer Architekt
- Idelson, David (1891–1954), israelischer Pädagoge
- Idelson, Naum Iljitsch (1885–1951), sowjetischer Astronom
- Idem, Josefa (* 1964), deutsch-italienische Kanutin und Politikerin (Partito Democratico)
- Idema, Daniel (* 1984), kanadischer Eishockey- und Pokerspieler
- Idemitsu, Mako (* 1940), japanisch-US-amerikanische Videokünstlerin
- Idemitsu, Sazō (1885–1981), japanischer Geschäftsmann
- Idemudia, Etinosa, nigerianische Schauspielerin und Filmemacherin
- Iden, Gustav (* 1996), norwegischer Triathlet
- Iden, Paul (* 1904), deutscher Agrarwissenschaftler
- Iden, Peter (* 1938), deutscher Theater- und Kunstkritiker, Hochschullehrer
- Iden-Zeller, Oskar (1879–1925), deutscher Ethnologe
- Idenburg, Alexander Willem Frederik (1861–1935), niederländischer Politiker (ARP)
- Iderhoff, Lümko (1856–1931), deutscher Landrat und Politiker (FKP, DNVP)
- Idernes, Satrap, Schwiegervater des Großkönigs Artaxerxes II.
- Ides, Eberhart (* 1657), Kaufmann, Fabrikant und Diplomat
- Ides, Martin (* 1980), tschechisch-deutscher Basketballtrainer und ehemaliger Nationalspieler
- Idesheim, Maxence (* 1974), französischer Snowboarder
- Idestam, Fredrik (1838–1916), finnischer Geschäftsmann, Ingenieur, Unternehmer und Bergbauingenieur
- Idetsu, Masaya (* 1999), japanischer Fußballspieler
- Ideue, Asako (* 1987), japanische Fußballspielerin
- Ideye, Brown (* 1988), nigerianischer Fußballspieler

### Idi
- Idi, altägyptischer Wesir
- Idia, Königinmutter des Oba Esigie
- Idiarte Borda, Juan (1844–1897), Präsident Uruguays
- Idiata, Anthony (* 1975), nigerianischer Hochspringer
- Ididiš, Herrscher von Mari
- Idígoras Bilbao, Santiago (* 1953), spanischer Fußballspieler
- Idígoras Fuentes, José Miguel Ramón (1895–1982), guatemaltekischer Politiker, Präsident von Guatemala (1958–1963)
- Idigoras, Ibón (* 1979), spanischer Snowboarder
- Idigoras, Jon (1936–2005), spanischer Gründer der baskischen Separatisten-Partei Herri Batasuna
- İdikut, Alihan (* 1995), türkischer Fußballspieler
- İdil, Vedat (* 1946), türkischer Klassischer Archäologe
- Iding, Doris (* 1962), deutsche Ethnologin, Yoga- und Meditationslehrerin
- Idington, John (1840–1928), kanadischer Jurist
- Idini, Emanuele (* 1970), italienischer Freistilschwimmer
- Idinopulos, Thomas Athanasius (1935–2010), griechisch-amerikanischer Theologe, Philosoph, Religionswissenschaftler
- Idiocáiz, Domingo († 1518), römisch-katholischer Geistlicher und Priester
- Idirissowa, Dschijdesch (* 1985), kirgisische Sängerin und Songwriterin

### Idl
- Idl, Andrä (1919–1995), österreichischer Unternehmer, Politiker und Abgeordneter zum Tiroler Landtag
- Idl, Anton (1877–1962), österreichischer Politiker (SdP), Abgeordneter zum Nationalrat
- Idl, Robert (* 1958), österreichischer Fußballspieler
- Idland, Åse (* 1973), norwegische Biathletin
- Idlane, Karl-Richard (1910–1941), estnischer Fußballspieler
- Idle, Eric (* 1943), britischer Schauspieler, Filmproduzent, Regisseur, Komponist und BuchautorEric Idle (* 1943)

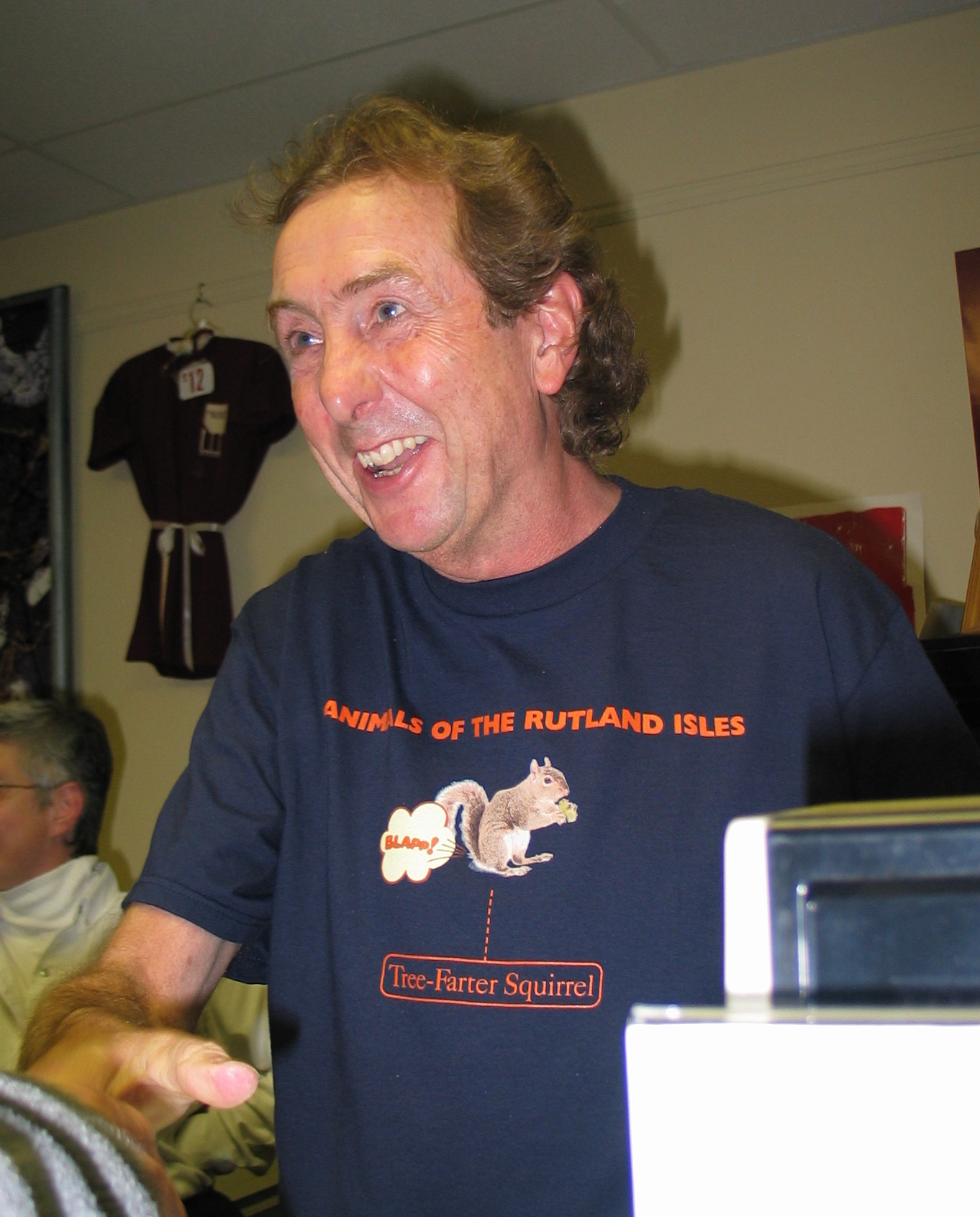
Eric Idle (* 1943)

- Idleman, Cicero M. (1854–1943), US-amerikanischer Jurist und Politiker
- Idler, Heinrich von (1802–1878), deutscher Politiker und Oberamtmann
- Idler, Rolf (1943–2012), deutscher Schauspieler
- Idler, Salomon (* 1610), deutscher Schuster und gescheiterter Augsburger Flugpionier
- Idlette, Lavonne (* 1985), dominikanische Leichtathletin
- Idlout, Lori (* 1974), kanadische Politikerin

### Idm
- Idmbarek, Yassine (* 1986), marokkanischer Tennisspieler

### Idn
- Idnani, Siddhi (* 1996), indische Schauspielerin

### Ido
- Ido, Jacky (* 1977), burkinischer Schauspieler aus dem westafrikanischen Staat Burkina Faso
- Ido, Toshizō (* 1945), japanischer Politiker
- Idoabigail, Fūka (* 2001), japanische Sprinterin
- Idoine, Baz, neuseeländischer Kameramann
- Idoine, Lyle (* 1988), neuseeländischer Eishockeyspieler
- Idoine, Richard (* 1990), neuseeländischer Eishockeyspieler
- Idoko, Ene Franca (* 1985), nigerianische Leichtathletin
- Idoko, Mathew Sunday (* 1992), nigerianischer Fußballspieler
- Idol, Billy (* 1955), britischer MusikerBilly Idol (* 1955)

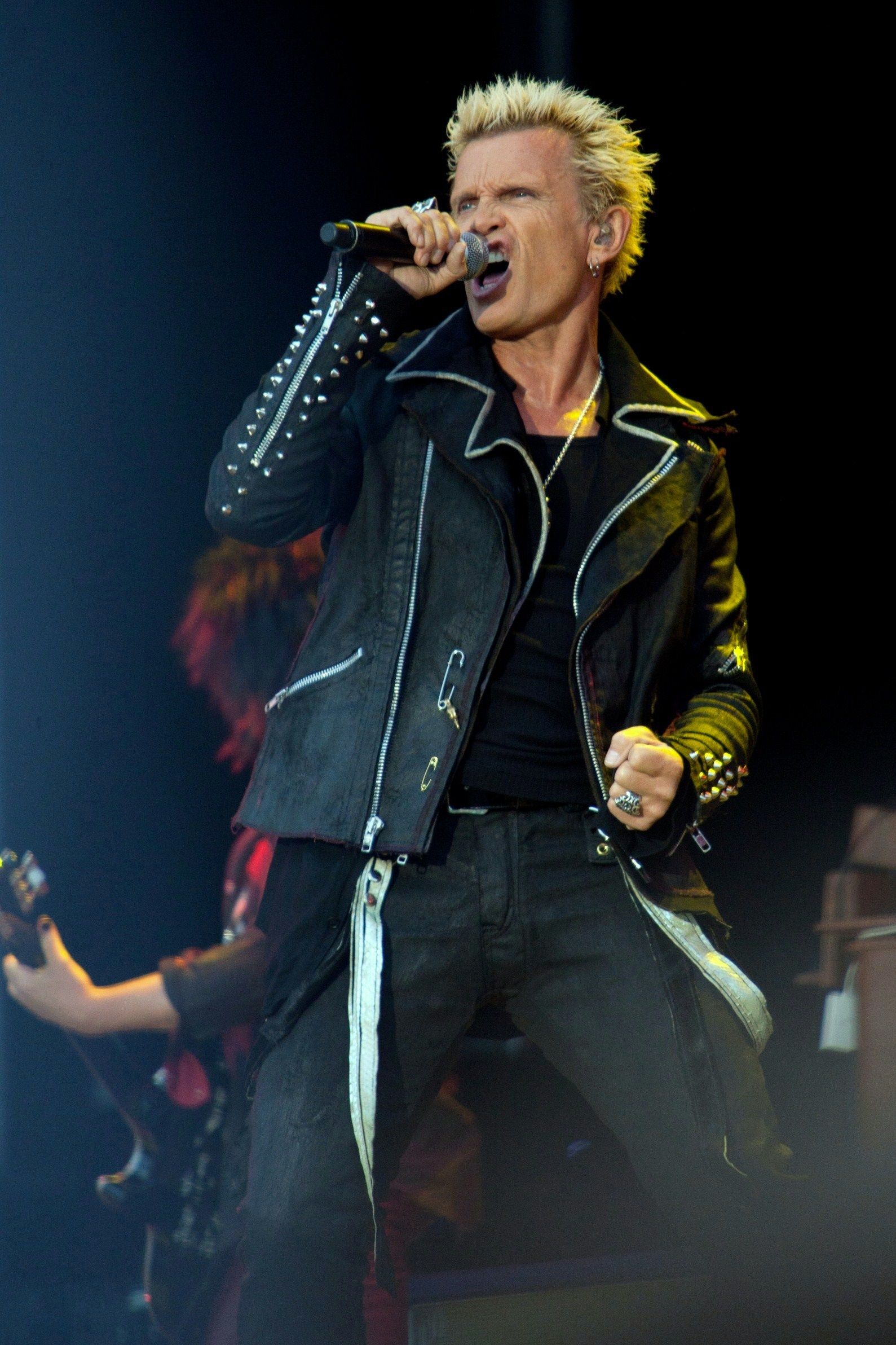
Billy Idol (* 1955)

- Idol, Ryan (* 1966), US-amerikanischer Pornodarsteller
- Idowu, Brian (* 1992), nigerianischer Fußballspieler
- Idowu, Phillips (* 1978), englischer Leichtathlet
- Idowu, Saheed (* 1990), kongolesischer Tischtennisspieler
- Idowu, Samuel (* 1997), US-amerikanisch-britischer Basketballspieler

### Idr
- Idrac, Anne-Marie (* 1951), französische Beamtin, Staatssekretärin im französischen Wirtschafts- und Finanzministerium
- Idrac, Pierre (1885–1935), französischer Meteorologe
- Idrakie, Addeen (* 1994), malaysischer Squashspieler
- Idriess, Ion (1889–1979), australischer Schriftsteller
- Idrieus († 344 v. Chr.), König von Karien
- Idrimi, Herrscher von Alalach
- Idris (1890–1983), libyscher König (1951–1969)
- Idris I. († 791), erste Herrscher der Idrisiden (788–791)
- Idris I. al-Ma'mun († 1232), Kalif der Almohaden (1227–1232)
- Idris II. (791–828), Herrscher in Marokko (791–828)
- Idris, Damson (* 1991), britischer SchauspielerDamson Idris (* 1991)

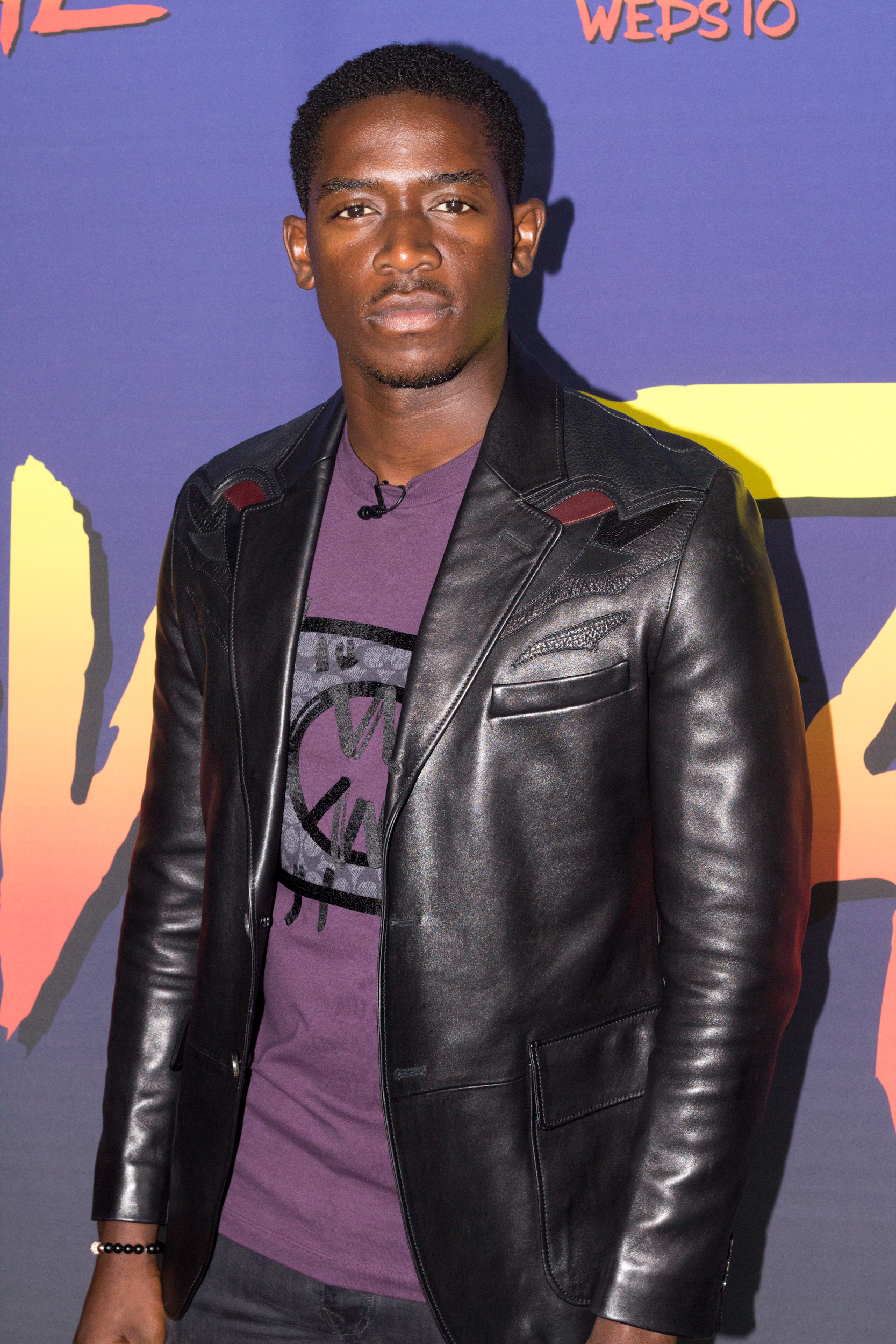
Damson Idris (* 1991)

- Idris, Hadschi Mohammad, afghanischer Finanzier und derzeit Taliban-Gouverneur der Da Afghanistan Bank
- Idris, Karam (* 1996), englischer Fußballspieler
- Idris, Mustapha Ali († 2013), ghanaischer Politiker, Regionalminister der Northern Region in Ghana
- Idris, Yusuf (1927–1991), arabischer Schriftsteller
- İdris-i Bitlisî († 1520), osmanischer Historiker
- Idriss, Abdulgadir (* 1988), sudanesischer Hürdenläufer
- Idriss, Lanna (* 1976), deutsche Geschäftsführerin von Amnesty International Deutschland
- Idriss, Mahamat (1942–1987), tschadischer Leichtathlet
- Idriss, Ramey (1911–1971), US-amerikanischer Songwriter, Komponist und Musiker
- Idriss, Selim (* 1957), syrischer Brigadegeneral
- Idrissa, Chaïbou (* 1970), nigrischer Offizier
- Idrissi, Oussama (* 1996), marokkanisch-niederländischer Fußballspieler
- Idrissou, Mohamadou (* 1980), kamerunischer FußballspielerMohamadou Idrissou (* 1980)

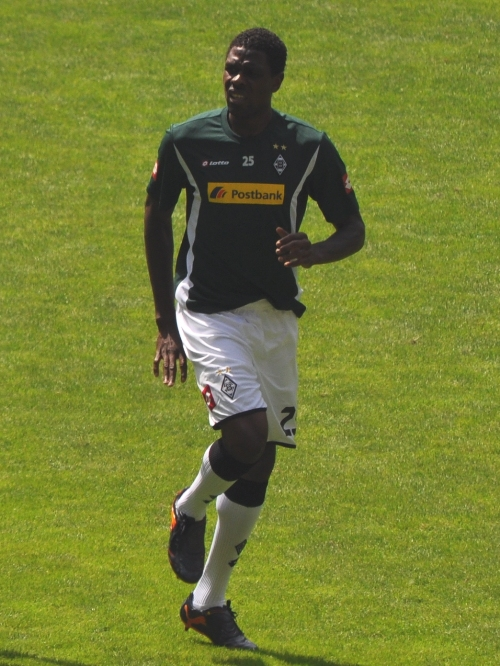
Mohamadou Idrissou (* 1980)

- Idrissy, Mounaïm El (* 1999), marokkanisch-französischer Fußballspieler
- Idriz, Benjamin (* 1972), islamischer Prediger
- Idrizaj, Besian (1987–2010), österreichischer Fußballspieler
- Idrizaj, Durjon (* 1991), albanischer Hürdenläufer
- Idrizi, Ammar (* 2001), Schweizer Handballspieler
- Idrizi, Blendi (* 1998), kosovarisch-deutscher Fußballspieler
- Idrizi, Meris (* 2003), Schweizer Kickboxer
- Idrizi, Shpëtim (* 1967), albanischer Politiker
- Idrizi, Valdete (* 1973), kosovarische Politikerin und Friedensaktivistin
- Idromeno, Kolë (1860–1939), albanischer Künstler

### Ids
- Idsinga, Wilhelmina van (1788–1819), niederländische Zeichnerin und Malerin
- Idso, Sherwood (1942–2024), US-amerikanischer Limnologe
- Idström, Anna (* 1974), finnische Autorin und Sprachwissenschaftlerin
- Idström, Annika (1947–2011), finnische Schriftstellerin und Dramaturgin

### Idt
- Idtensohn, Johann Nepomuk (1827–1892), Schweizer gelehrter Priester und Bibliothekar des Klosters St. Gallen

### Idu
- Idu Nefer, altägyptischer Beamter
- Iduberga († 652), Heilige in der römisch-katholischen Kirche
- Idun, James (* 1963), ghanaischer Sprinter
- Iduri, Sam (1949–2023), Politiker in den Salomonen
- Idut, altägyptische Schmuckarbeiterin
- Idut, Seschseschet, Prinzessin der altägyptischen 5. Dynastie

### Idw
- Idwal der Kahle († 942), König von Gwynedd (916–942)

### Idy
- Idy, ägyptische Priesterin

### Idz
- Idžan, Bruno (* 2006), kroatischer Eishockeyspieler
- Idžan, Vito (* 2003), kroatischer Eishockeyspieler
- Idzenga, Sjoerd (* 1988), niederländischer Eishockeytorwart
- Idzerda, Hanso Schotanus à Steringa (1885–1944), niederländischer Ingenieur und Radiopionier
- Idzes, Jay (* 2000), indonesisch-niederländischer Fußballspieler
- Idzi, Dorota (* 1966), polnische Moderne Fünfkämpferin
- Idziak, Sławomir (* 1945), polnischer KameramannSławomir Idziak (* 1945)

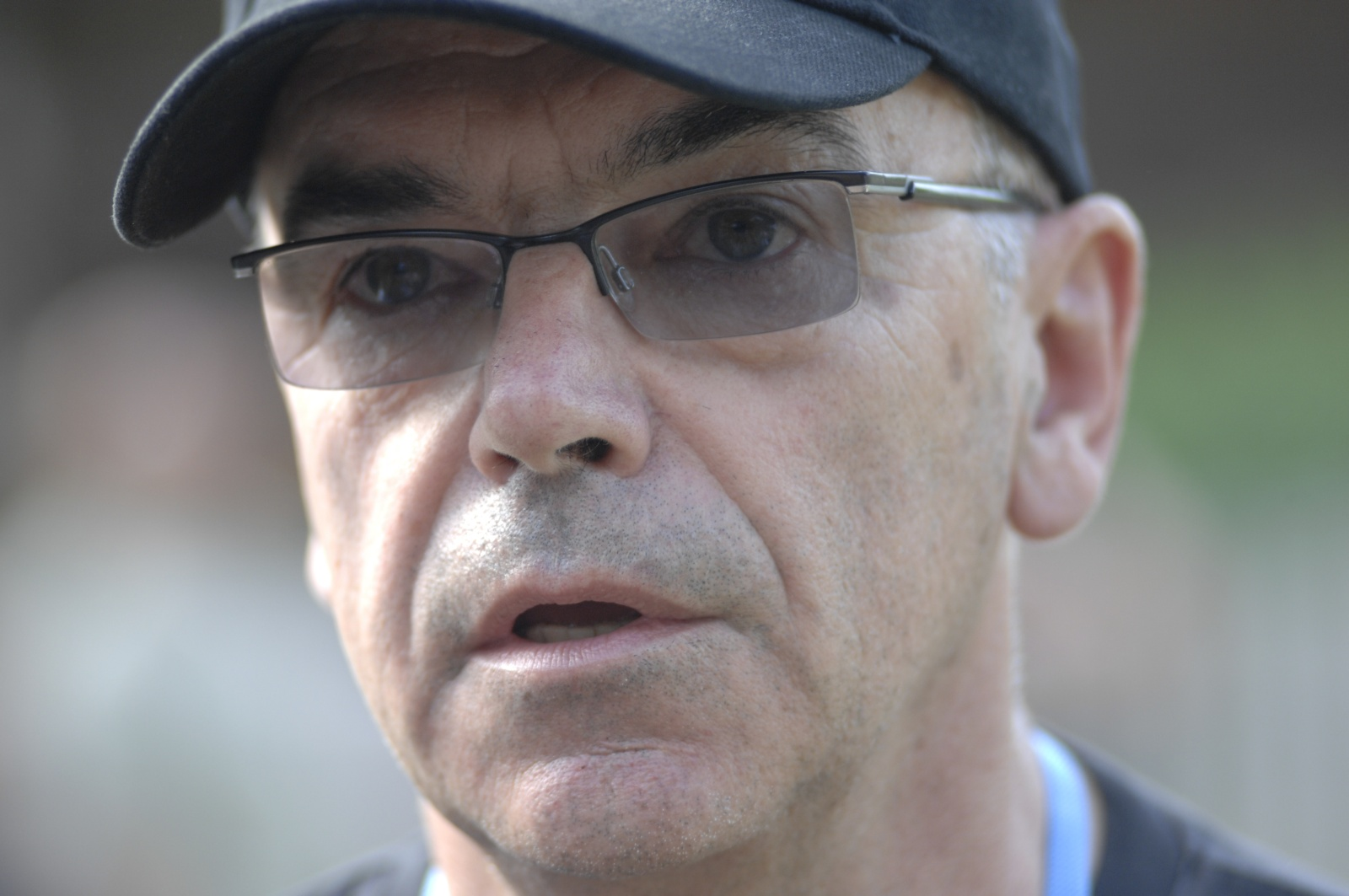
Sławomir Idziak (* 1945)

- Idzikowski, Franz (1817–1874), deutscher Gymnasiallehrer und schlesischer Heimatforscher
- Idzikowski, Zygmunt (1884–1911), polnischer Lyriker
- Idzinga, Hima († 1439), ostfriesische Häuptlingstochter und Herrschaftserbin
- Idzko, Hartmut (* 1948), deutscher Fernsehjournalist und -produzent
- Idžojtić, Marilena (* 1966), kroatische Forstwissenschaftlerin